# Pseudocyphellaria insculpta
Pseudocyphellaria insculpta är en lavart som först beskrevs av Stizenb., och fick sitt nu gällande namn av D. J. Galloway. Pseudocyphellaria insculpta ingår i släktet Pseudocyphellaria och familjen Lobariaceae.   Inga underarter finns listade i Catalogue of Life.